# Конфликт в Камеруне
Вооружённый конфликт в Камеруне — серия столкновений и террористических актов на религиозной почве в Крайнесеверном регионе страны на границе с Нигерией, начавшихся в декабре 2014 года и продолжающихся по сей день.

## История

### 2014
- 28—29 декабря — правительственные войска дают отпор боевикам «Боко Харам», убивая десятки их членов.

### 2015
- 3 января — боевики «Боко Харам» напали на автобус и убили 15 человек.
- 12 января — 1 солдат погиб в результате нападения членов «Боко Харам».
- 13 января — около 143 боевиков «Боко Харам» убиты камерунской армией.
- 18 января — «Боко Харам» похитила 80 человек, и ещё 3 были убиты.
- 8 марта — лидер «Боко Харам» Абубакар Шекау даёт присягу Исламскому государству[3]. «Боко Харам» переименовывается в «Западноафриканскую провинцию Исламского государства».
- 17 марта — «Боко Харам» убила одного гражданского.
- 13 июля — около 12 человек погибли при атаке смертника в городе Фотокол.
- 25 июля — в результате теракта погибли 14 человек[4].
- 4 августа — боевики напали на деревню Чакармари, было убито 8 человек и похищено 135 местных жителей[5].
- 3 сентября — двойной теракт в городе Керава на севере Камеруна: 10 человек погибли, ещё 100 получили ранения в результате двух взрывов, которые прогремели сегодня в городе Керава на севере Камеруна[6].
- 13 сентября — произошёл взрыв в городе Колофата на границе с Нигерией. Жертвами теракта стали 10 человек. Подозревают, что теракт совершили подростки от 14 до 16 лет[7].
- 20 сентября — в городе Мора совершён самоподрыв двумя молодыми смертницами. По общей сложности погибло 5 человек[8].
- 21 ноября — десять человек погибли и ещё десятки получили ранения в результате теракта, совершенного днём террористом-смертником на севере Камеруна[9].
- 2 декабря — армия Камеруна ликвидировала 100 боевиков «Боко харам», освобождены около 900 человек[10].

### 2016
- 13 января — в 05:40 утра террорист-смертник атаковал мечеть Камеруна. Погибло 12 человек[11].
- 25 января — на севере Камеруна в городе Бодо произошла серия террористических актов. В результате погибли 29 человек и 30 получили ранения[12].
- 26 января — в результате самоподрыва в понедельник четырёх террористов-смертников на рынке в камерунской деревне Бодо погибли около 25 человек[13].
- 28 января — два террориста-смертника подорвались в школе[14].
- 10 февраля — два террориста-смертника подорвали себя во время похоронной церемонии в городе Нгуетчив.
- 23 марта — в Камеруне 89 членов «Боко харам» приговорили к смерти[15].
- 30 июня — в городе Джакана в результате теракта погибло 10 человек[16].
- 21 августа — теракт, совершённый на севере Камеруна террористом-смертником, унёс жизни трёх человек, ещё более 20 получили ранения разной степени тяжести[17].

### 2017
- 1 февраля — вооружённые боевики атаковали группу технических сотрудников ООН, работавших на границе Нигерии и Камеруна. В результате нападения пять человек погибли и несколько других получили ранения различной степени тяжести[18].
- 15 марта — Камерун отбил у исламистских боевиков 5 тыс. заложников, более 60 боевиков были ликвидированы[19].
- 2 июня — два смертника подорвали себя в лагере для мирных жителей, бежавших от боевиков Боко Харам. Минимум 4 человека погибли, более 20 получили ранения[20].
- 13 июля — в результате подрыва в городе Ваза двух смертников погибло 15 человек, было ранено 45[21].
- 29 июля — в результате теракта в Камеруне погибло 5 человек[22].
- 6 августа — в результате атаки смертника погибло 8 человек[23].

### 2018
- 16 января — по меньшей мере два человека стали жертвами теракта в Камеруне[24].
- 21 февраля — по меньшей мере шесть человек погибли, ещё пятеро получили ранения в результате нападения боевиков исламистской организации «Боко Харам» на севере Камеруна[25].
- 5 ноября — в Камеруне вооружённые сепаратисты похитили не меньше 78 учеников и учителей пресвитерианской школы в деревне Нквен на северо-западе страны.
- 7 ноября — власти Камеруна освободили всех школьников, похищенных вооруженными боевиками в городе Баменда на северо-западе страны.
- 9 ноября — радикальные исламисты похитили семерых детей на севере Камеруна.
- 12 ноября — 53 боевика-сепаратиста уничтожены армией Камеруна за последние несколько дней в ходе боёв на западе республики.

### 2019
- 16 января — В Камеруне вооружённые боевики похитили не менее 36 человек[26].
- 13 июня — Боевики «Западноафриканской провинции Исламского государства» («Боко Харам») устроили масштабную атаку на севере Камеруна. В результате погибли по меньшей мере 88 человек, в том числе 16 гражданских лиц[27].
- 13 июля — боевики в Камеруне взяли в заложники около 30 человек[28].

### 2020
- 29 января — Боевики исламистской террористической группировки «Боко харам» атаковали посёлок на севере Камеруна и убили пять его жителей[29].
- 17 февраля — в южной части Камеруна боевики убили 22 жителя деревни, из них 14 детей.
- 3 марта — армия Камеруна ликвидировала командира сепаратистов и его боевиков.
- 8 марта — в Камеруне боевики совершили нападение на деревню, убив по меньшей мере семь человек.
- 5 июня — армия Камеруна отразила нападение боевиков. В ходе перестрелки удалось ликвидировать четырех боевиков.
- 2 августа — не менее 18 человек погибли и 11 получили ранения в лагере беженцев на севере Камеруна после нападения группировки боевиков из Нигерии[30].
- 18 октября — на севере Камеруна террористы убили троих человек и похитили пятерых детей.
- 24 октября — боевики ворвались в школу в Камеруне и открыли беспорядочный огонь, убив по меньшей мере шестерых детей и ранив ещё около восьми человек.